# Грайеб, Джон
Джон Уильям Грайеб (англ. John William Grieb; 19 ноября 1879 или 13 ноября 1879, Филадельфия, Пенсильвания — 10 декабря 1939, Филадельфия, Пенсильвания) — американский гимнаст и легкоатлет, чемпион и серебряный призёр летних Олимпийских игр 1904 года.
На Играх 1904 в Сент-Луисе в гимнастике Грайеб участвовал в трёх дисциплинах. Он стал первым в командном первенстве и выиграл золотую медаль. Также он занял 52-ю позицию в личном первенстве и 90-ю в первенстве на 9 снарядах.
В лёгкой атлетике Грайеб соревновался в троеборье и десятиборье. В первом состязании он занял второе место, выиграв серебряную награду, а во втором перестал состязание после метания молота и в итоге занял шестую позицию.